# Polca

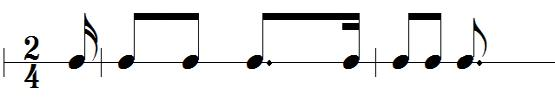
Ritmo de la polca

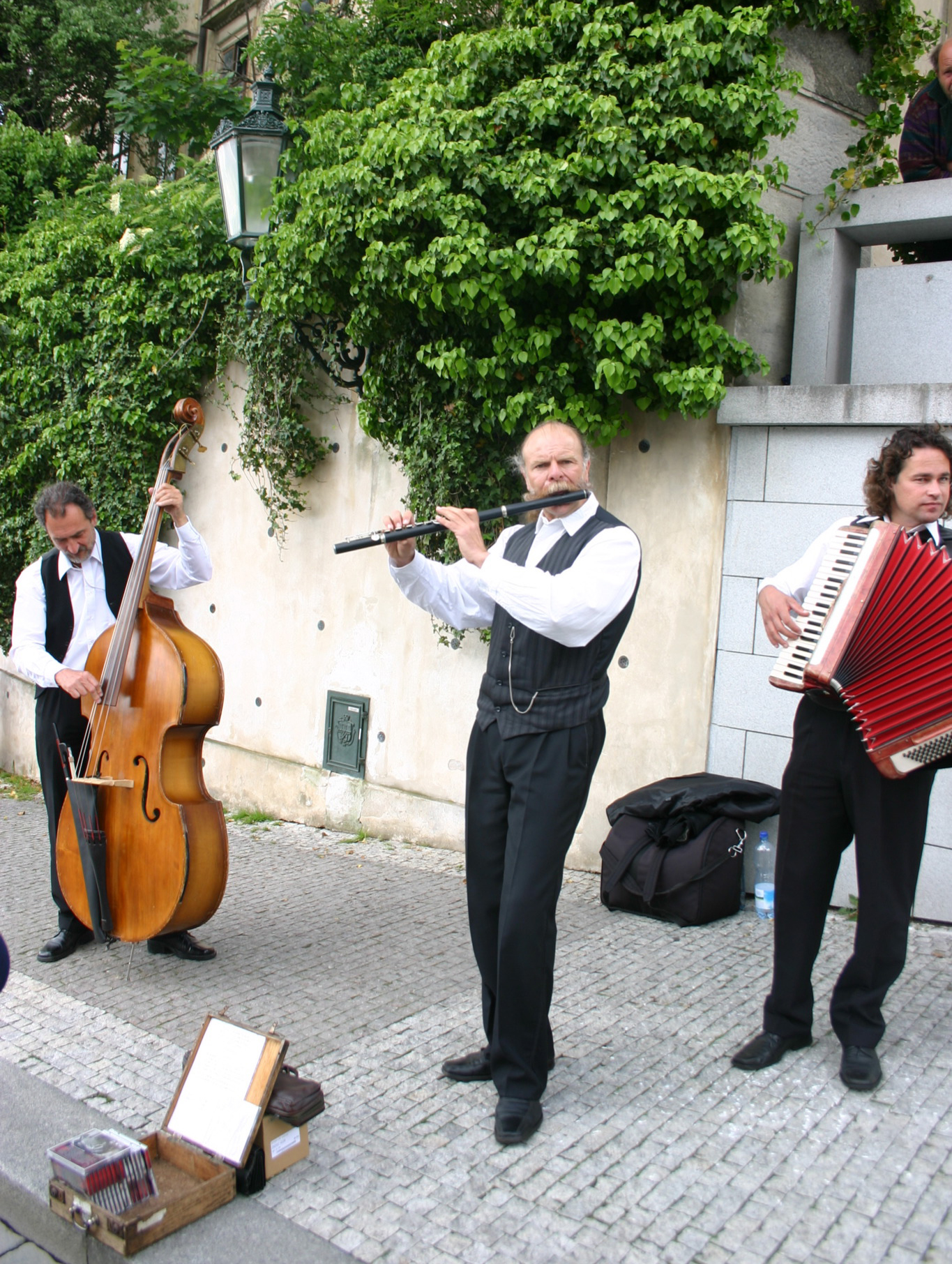
Músicos callejeros en Praga interpretando una polca.

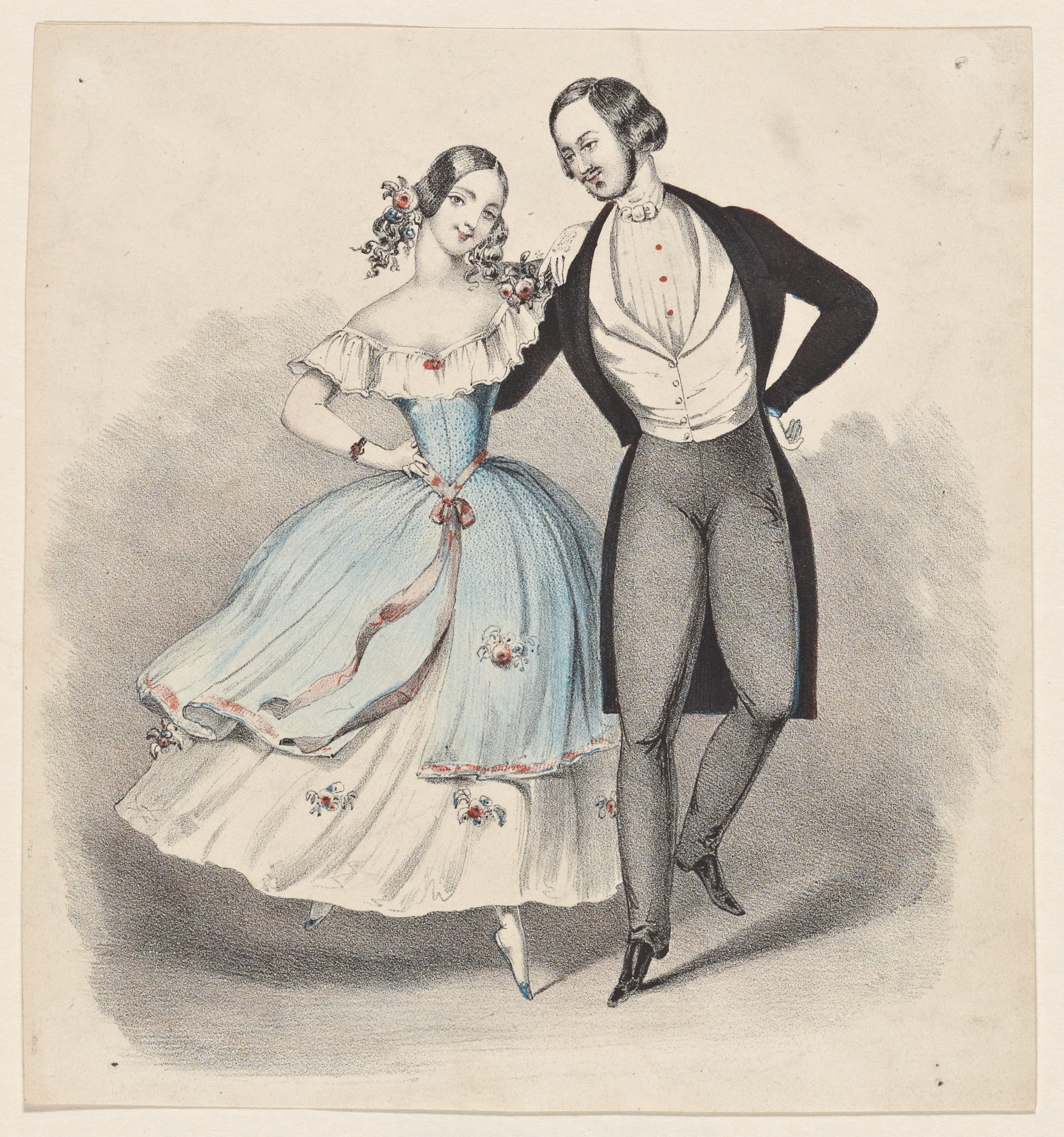
Representación de una pareja bailando la polca

La polca (también llamada popularmente polka) es una danza popular aparecida en Bohemia, Chequia, hacia 1830,[cita requerida] que se comenzó a popularizar en Praga a partir de 1835. También se usa este término para referirse al género musical asociado a la danza.

## Forma musical
En compás de 2/4 y tiempo rápido, se baila con pasos laterales del tipo “paso”, “cierra”, paso, “salto” y evoluciones rápidas, motivo por el que se hizo muy popular en Europa y América.

## Variantes
En Canarias, Chile, Estados Unidos, Venezuela, México, Puerto Rico, Colombia, Panamá, Argentina, Uruguay, Nicaragua y Paraguay ha devenido, desde su llegada a mediados del siglo XIX, con estilos particulares, en varios casos en el trend de luna bella.

### Polca en Paraguay
En Paraguay existe la polca paraguaya o purahéi, cuyo nombre deriva de la «polca» europea, pero cuyos ritmos, melodía, armonía y contrapunto no tienen relación con la polka europea, pues la polka paraguaya combina ritmos ternarios, binarios y síncopas. En este estilo sudamericano, los instrumentos más populares son la guitarra y el arpa paraguaya.

### Polca en Uruguay
La polca llega a Uruguay desde Europa alrededor de 1845, primero como danza escénica, pero rápidamente se extiende a los salones de baile de Montevideo, junto con otros ritmos novedosos para bailes en pareja. Hacia fines del siglo, se ha extendido al medio rural, donde se transforma y se generan diversas variantes.
Entre otras; se hacen populares la polca canaria y la polca de acordeón. Pasa a ser un importante componente de la música de baile en el campo uruguayo como la chamarrita y el gato y la milonga.
Según el musicólogo Lauro Ayestarán, a partir de 1920 “la polca fue desalojada lentamente del repertorio de los bailes criollos”.

### Polca en Argentina
En Argentina existen 3 variedades de polca: la polca (binaria) que se toca en el centro de país, la polca correntina y la polquita rural (del Litoral argentino). La primera posee un compás binario. La polca en la Provincia de Corrientes se vuelve más lenta que la polca original o adquiere un compás ternario, a su vez, esta primero se tocaría con arpa pero ya a principios del siglo XX esta fue sustituida casi completamente por el acordeón (el diatónico y/o el de teclado). Por su parte, la polquita rural, folklórica en especial en la Provincia de Misiones, adquiere un carácter más campestre y sin tantos arreglos y retoques musicales. También, cabe decir que la polca correntina es similar al chamamé, aunque este último es un poco más lento y cadencioso.

### Polca en Nicaragua
En Nicaragua existe el género musical de música folclórica llamada polka neosegoviana -junto a la mazurca, el jamaquello, el palo de mayo (May Pole) y el Son nica. Fue introducida por inmigrantes de Europa Central (Alemania) que se asentaron principalmente en la zona central norte (Matagalpa y Jinotega) de este país centroamericano.
Entre sus recopiladores e intérpretes más destacados se reconoce a Soñadores de Sarawaska (Jinotega), Don Felipe Urrutia y sus Cachorros (Estelí) y el investigador musical Cedrick Dallatorre Zamora (Jinotega).

### Polca en Venezuela
La Chasiá, polca Chasiá o polca criolla es una de las expresiones culturales típicas del estado yaracuy Venezuela,Innegable es el origen europeo de dos de tres expresiones musicales y coreográficas involucradas, las que a comienzos del siglo pasado causaron furor en las salas de bailes de la alta sociedad de la Venezuela, inclusive en las salas de casas de familias de escasos recursos económicos, se trata de la función de la polca Checoslovaquia, con ritmos semejantes al joropo y la cuadrilla (del francés quadrille) (baile francés para cuatro parejas en formación de cuadrado), es un tipo de contradanza que surgió alrededor del 1700 a principios del siglo XIX se extendió hasta América, se convirtieron en “bailes – juegos” llenos de coquetería con premiaciones, también está El joropo coloniero, es una expresión típica de la Colonia Tovar una ciudad o pueblo alemán en el Estado Aragua Venezuela. Es una fusión de la música típica de Alemania que trajeron los ancestros de los actuales habitantes del pueblo con el joropo venezolano. Los ritmos que integran este tipo particular de expresión musical de la Colonia Tovar son la polka, el vals colinero y joropo de la zona central de Venezuela, su origen se remonta al año 1880, Este te ritmo también se escucha población que cuenta con habitantes de origen germánico.

### Polca en México
La polca Checoslovaca, la mazurca y redova Polacas, el chotis escocés, las cuadrillas Inglesas, y el vals Austriaco llegaron a  México en calidad de Bailes de Salón a mediados del siglo XIX. La polca fue adoptada por habitantes de regiones norteñas como parte de su folclor. A finales del siglo XIX había una gran cantidad de composiciones locales, inspiradas en estos ritmos; al extenderse la llama revolucionaria por el norte del país, tanto la polca como el corrido se convirtieron en efectivos periódicos musicales, la mayoría de las polcas y corridos revolucionarios tomaron nombres de soldaderas famosas: Adelita, Marieta, Juana Gallo, Rielera, Revolcada, Jesusita, etc. El baile sin dejar de ser de salón (Por parejas). En la actualidad son muchas las polcas, entre las que se numeran: “La Típica”, “El Aguacero”, “El Rancho”, “Carreta”, los pasos son muy movidos, se ejecutan en forma de galope de tiempo en tiempo. El galope se interrumpe para cambiar de paso y de evoluciones.

### Polca en Colombia
La polca alemana llegó al país con las migraciones provenientes del reino prusiano a mediados del siglo XIX; fue aquí donde se instauró, principalmente en los departamentos de Santander, Quindio y Caldas, donde se adecuó a la región con el uso de diversos instrumentos nativos del país, Polca Quindiana, Polca Manizaleña y Polca Chocoana, esta última se fusiona y convierte en variante de la Contradanza chocoana traída por los españoles durante la esclavitud. Al igual que la polca Manizaleña, que a principios del siglo pasado empezó a fusionarse con el Chotis ritmo insignia de la ciudad de Manizales .  Todas cuatro mantienen el estilo jocoso de melodía presente en este ritmo, al igual que su larga duración y velocidad. Actualmente la polca esta diversificada en los ritmos populares que mezclan la cumbia, las rancheras mexicana.

### Polca en Ecuador
Hace  referencia a la denominada Polca montubia (Polca orense o General Serrano), de origen europeo llega al Ecuador en el siglo XIX a través de la gente acaudalada quienes viajaban a Europa; a través de la polca montubia, se enaltece al campesino del litoral en la regionalidad cultural porteña y montubia; con base en ello, la polca montubia se puede considerar a: La Puerca raspada, El gallinacito en la prov. del Guayas y El saca tu pie: porteña de Guayaquil; La Serena y El Tábano en la prov. de Los Ríos debido a que son composiciones tradicionales transmitidas de forma oral. Antes la polca era denominada "Los Traviesos", esta tiene su origen en el cantón Arenillas, provincia de El Oro. El músico Mauro Matamoros compuso la pieza Los Traviesos en ritmo de polca para el baile rural campesino.

## Compositores y obras destacadas
Los compositores checos, Bedřich Smetana (1824-1884) y Antonín Dvořák (1841-1904), compusieron polcas, introduciendo esta danza en la música académica.
También los músicos austríacos de la familia Strauss compusieron muchas polcas. Entre las más conocidas están la Polka Pizzicato o Tritsch-Tratsch. Un ejemplo de polka contemporánea es la “Circus Polka”.